# Leven Rambin
Leven Alice Rambin (født 17. maj 1990 i Houston, Texas) er en amerikansk skuespiller.
Rambin frekventerte ofte i serien All My Children fra 2004 til 2008, i rollerne som halvsøstrene Ava Benton og Lily Montgomery. Hun har desuden haft gæsteroller i TV-serier som Terminator: The Sarah Connor Chronicles, Private Practice, Grey's Anatomy, CSI: Miami og One Tree Hill.

## Filmografi

### Film
- Chasing Mavericks – 2012
- Percy Jackson & Uhyrernes Hav – 2013

### TV-serier
- Gone – 2017